# La Femme de Monte Carlo
Pour plus de détails, voir Fiche technique et Distribution.
La Femme de Monte Carlo (titre original (The Woman from Monte Carlo) est un film américain réalisé par Michael Curtiz, sorti en 1932.

## Synopsis
Deanna Corlaix, autrefois une femme facile d'origine autrichienne, est désormais mariée avec le commandant Corlaix, un homme plus âgé qui l'a épousée pour en faire une dame, mais qui est ensuite tombé amoureux d'elle. Corlaix, le commandant du La Fayette, la fierté de la Marine française, est pris par son devoir, et Deanna est laissée seule pendant ses longs mois en mer. Un jour, à la veille de la Première Guerre mondiale, le lieutenant George d'Ortelles, un ancien amant, lui apporte un mot de son mari lui demandant de le rejoindre à bord du navire pour un bal. Pendant que Deanna attend que son mari la rejoigne, son second, Brambourg, qui l'a connue jadis à Monte Carlo, lui fait des avances, mais elle se moque de lui. Pendant le bal, Corlaix apprend que la guerre a été déclarée et que tous les invités doivent descendre à terre. Fâchée de devoir partir si tôt et éméchée par le champagne, 
Deanna se plaint à d'Ortelles. Alors qu'il a reçu l'ordre de l'accompagner hors du navire, il la cache dans sa cabine et lui jure son amour, en insistant sur le fait qu'elle ne pouvait pas aimer Corlaix. Croyant que sa femme est déjà à terre, Corlaix confie à d'Ortelles qu'il ne croit pas que Deanna l'aime. Elle entend la remarque de son mari et est déterminée à rejoindre la côte et à oublier d'Ortelles. Mais l'ancre est déjà levée et elle ne peut pas s'échapper. Brambourg soupçonne d'Ortelles d'avoir caché une femme et reste délibérément dans la pièce, empêchant Deanna de partir. Un navire est repéré, qui fait clignoter le code d'un allié, et Corlaix lui permet de s'approcher. Le La Fayette est torpillé et plus de trois cents vies sont perdues. L'ordonnance de d'Ortelles ramène Deanna à terre en toute sécurité, mais Corlaix est tenu pour responsable du naufrage du La Fayette et passe en cour martiale. Au procès, Brambourg est le seul survivant qui pourrait prouver que le destroyer a envoyé un code ami, mais il refuse d'innocenter Corlaix parce qu'il veut lui succéder. Deanna a également vu le signal mais ne dit rien afin de dissimuler sa présence sur le navire. Finalement, d'Ortelles se remet de son délire à l'hôpital et arrive au procès pour sauver Corlaix, mais son témoignage n'est pas déclaré recevable. Deanna est contrainte de corroborer la déclaration de d'Ortelles, exonérant son mari aux dépens de son honneur. Bien que Deanna et d'Ortelles soient innocents d'adultère, Brambourg les incrimine, après quoi d'Ortelles tire sur Brambourg et est emmené. Corlaix quitte la salle d'audience avec sa réputation restaurée et abandonne Deanna, qui retourne à Vienne pour reprendre sa vie de femme déchue.

## Fiche technique
- Titre original : The Woman from Monte Carlo
- Titre français : La Femme de Monte Carlo
- Réalisation : Michael Curtiz
- Scénario : Harvey Thew, d'après la pièce La Veille d'armes de Claude Farrère et Lucien Népoty, adaptée en anglais par Michael Morton
- Direction artistique : Anton Grot
- Costumes : Earl Luick
- Photographie : Ernest Haller
- Son : Charles Althouse
- Montage : Harold McLernon
- Musique : Bernhard Kaun
- Société de production : First National Pictures
- Société de distribution : First National Pictures
- Pays d'origine :  États-Unis
- Langue originale : anglais
- Format : Noir et blanc  — 35 mm — 1,37:1 — son mono
- Genre : drame
- Durée : 65 minutes
- Dates de sortie : 
  - États-Unis : 9 janvier 1932
  - France : 23 janvier 1933

## Distribution
- Lil Dagover : Deanna Corlaix
- Walter Huston : Commandant Corlaix
- Warren William : Lieutenant de vaisseau George d'Ortelles

John Wray : Lieutenant de vaisseau Brambourg
- George Stone : Leduc, un cannonier
- Robert Warwick : Mobraz
- Matt McHugh : Vincent
- Frederick Burton : Président de la cour martiale

## À noter
- La pièce de Claude Farrère et Lucien Népoty avait été adaptée en anglais par Michael Morton pour être présentée à Londres. Elle a fait l'objet de plusieurs adaptations au cinéma :
  - Veille d'armes de Jacques de Baroncelli, sorti en 1925, avec Nina Vanna et Maurice Schutz
  - Night Watch d'Alexander Korda, sorti en 1928, avec Billie Dove et Paul Lukas
  - Veille d'armes de Marcel L'Herbier, sorti en 1935, avec Annabella et Victor Francen

## Articles annexes
- Sous-marins au cinéma et à la télévision